# Новопавловский (Волгоградская область)
Новопавловский  — хутор в Серафимовичском районе Волгоградской области. 
Входит в состав  Песчановского сельского поселения.

## География

### Улицы
- ул. Весенняя
- ул. Главная
- ул. Песчаная
- пер. Титова
- пер. Тополиный

## Население
| 2010 |
| ---- |
| 83   |